# European Rugby Champions Cup
European Rugby Champions Cup (känd som Heineken Champions Cup av sponsorskäl), är en årlig klubbturnering för de bästa rugbylagen i Europa. Turneringen arrangeras av European Professional Club Rugby (EPCR) och inrättades säsongen 1995/1996. Mellan 1995 och 2014 gick turneringen under namnet Heineken Cup. Det franska laget Stade Toulousain vann den första tävlingen, och är även den klubb som vunnit flest titlar, sex stycken.
Tävlingen består av 24 lag från de tre främsta europeiska ligorna, och de åtta bästa lagen från respektive liga kvalificerar sig för turneringen. Dessa 24 lag upp i fyra rankingkategorier och lottas in i två grupper. Varje lag möter de två lagen som tillhör motsatt rankingkategori och spelar i de andra ligorna i en hemmamatch och en bortamatch. De åtta högst rankade lagen i gruppen kvalificerar sig för åttondelsfinalerna. De nionde och tionderankade lagen kvalificerar sig för åttondelsfinalerna i EPCR Challenge Cup.
Lagen i Heineken Cup kommer från de sex främsta rugbyländerna i Europa (se Six Nations), nämligen England, Frankrike, Irland, Italien, Skottland och Wales. Sedan säsongen 2022–23 ingår även lag från Sydafrika. Turneringen domineras vanligen av lag från den franska ligan (Top 14), den engelska ligan (Gallagher Premiership) och av irländska lag från United Rugby Championship. Engelska lag har vunnit Heineken Cup tio gånger, franska lag 12 gånger och irländska lag sju gånger. Walesiska lag tar sig regelbundet till kvartsfinal eller och ibland till semifinal, men endast år 1996 har ett walesiskt lag tagit sig till final där Cardiff RFC förlorade mot Stade Toulousain. Skotska lag har tagit sig till kvartsfinal som längst. Italienska lag har ännu aldrig tagit sig förbi gruppspelet.

## Finaler
| Säsong                       | Vinnare            | Slutställning       | Finalist              | Arena                               | Åskådare     |
| Heineken Cup                 | Heineken Cup       | Heineken Cup        | Heineken Cup          | Heineken Cup                        | Heineken Cup |
| ---------------------------- | ------------------ | ------------------- | --------------------- | ----------------------------------- | ------------ |
| 1995/96                      | Stade Toulousain   | 21 – 18 förlängning | Cardiff RFC           | Cardiff Arms Park, Cardiff          | 21 800       |
| 1996/97                      | CA Brive           | 28 – 9              | Leicester Tigers      | Cardiff Arms Park, Cardiff          | 41 664       |
| 1997/98                      | Bath Rugby         | 19 – 18             | CA Brive              | Stade Lescure, Bordeaux             | 36 500       |
| 1998/99                      | Ulster Rugby       | 21 – 6              | US Colomiers          | Lansdowne Road, Dublin              | 49 000       |
| 1999/00                      | Northampton Saints | 9 – 8               | Munster Rugby         | Twickenham Stadium, London          | 68 441       |
| 2000/01                      | Leicester Tigers   | 34 – 30             | Stade Français        | Parc des Princes, Paris             | 44 000       |
| 2001/02                      | Leicester Tigers   | 15 – 9              | Munster Rugby         | Millennium Stadium, Cardiff         | 74 000       |
| 2002/03                      | Stade Toulousain   | 22 – 17             | USA Perpignan         | Lansdowne Road, Dublin              | 28 600       |
| 2003/04                      | London Wasps       | 27 – 20             | Stade Toulousain      | Twickenham Stadium, London          | 73 057       |
| 2004/05                      | Stade Toulousain   | 18 – 12 förlängning | Stade Français        | Murrayfield Stadium, Edinburgh      | 51 326       |
| 2005/06                      | Munster Rugby      | 23 – 19             | Biarritz Olympique    | Millennium Stadium, Cardiff         | 74 534       |
| 2006–07                      | London Wasps       | 25 – 9              | Leicester Tigers      | Twickenham Stadium, London          | 81 076       |
| 2007/08                      | Munster Rugby      | 16 – 13             | Stade Toulousain      | Millennium Stadium, Cardiff         | 74 417       |
| 2008/09                      | Leinster Rugby     | 19 – 16             | Leicester Tigers      | Murrayfield Stadium, Edinburgh      | 66 523       |
| 2009/10                      | Stade Toulousain   | 21 – 19             | Biarritz Olympique    | Stade de France, Saint-Denis, Paris | 78 962       |
| 2010/11                      | Leinster Rugby     | 33 – 22             | Northampton Saints    | Millennium Stadium, Cardiff         | 72 456       |
| 2011/12                      | Leinster Rugby     | 42 – 14             | Ulster Rugby          | Twickenham Stadium, London          | 81 774       |
| 2012/13                      | RC Toulonnais      | 16 – 15             | ASM Clermont Auvergne | Aviva Stadium, Dublin               | 50 148       |
| 2013/14                      | RC Toulonnais      | 23 – 6              | Saracens FC           | Millennium Stadium, Cardiff         | 67 578       |
| European Rugby Champions Cup |                    |                     |                       |                                     |              |
| 2014/15                      | RC Toulonnais      | 24 – 18             | ASM Clermont Auvergne | Twickenham Stadium, London          | 56 662       |
| 2015/16                      | Saracens FC        | 21 – 9              | Racing 92             | Parc Olympique Lyonnais, Lyon       | 50 017       |
| 2016/17                      | Saracens FC        | 28 – 17             | ASM Clermont Auvergne | Murrayfield Stadium, Edinburgh      | 55 272       |
| 2017/18                      | Leinster Rugby     | 15 – 12             | Racing 92             | Estadio San Mamés, Bilbao           | 52 282       |
| 2018/19                      | Saracens FC        | 20 – 10             | Leinster Rugby        | St James' Park, Newcastle upon Tyne | 51 930       |
| 2019/20                      | Exeter Chiefs      | 31 – 27             | Racing 92             | Ashton Gate Stadium, Bristol        | 0            |
| 2020/21                      | Stade Toulousain   | 22 – 17             | Stade Rochelais       | Twickenham Stadium, London          | 10 000       |
| 2021/22                      | Stade Rochelais    | 24 – 21             | Leinster Rugby        | Stade Vélodrome, Marseille          | 59 682       |
| 2022/23                      | Stade Rochelais    | 27 – 26             | Leinster Rugby        | Aviva Stadium, Dublin               | 51 711       |
| 2023/24                      | Stade Toulousain   | 31 – 22 förlängning | Leinster Rugby        | Tottenham Hotspur Stadium, London   | 61 531       |

## Statistik

### Statistik - klubbar
| Klubb              | Vinster | Andraplatser | Vinst - år                                           | Andraplats - år                    |
| ------------------ | ------- | ------------ | ---------------------------------------------------- | ---------------------------------- |
| Toulouse           | 6       | 2            | 1995/96, 2002/03, 2004/05, 2009/10, 2020/21, 2023/24 | 2003/04, 2007/08                   |
| Leinster           | 4       | 4            | 2008/09, 2010/11, 2011/12, 2017/18                   | 2018/19, 2021/22, 2022/23, 2023/24 |
| Saracens           | 3       | 1            | 2015/16, 2016/17, 2018/19                            | 2013/14                            |
| Toulon             | 3       | 0            | 2012/13, 2013/14, 2014/15                            |                                    |
| Leicester Tigers   | 2       | 3            | 2000/01, 2001/02                                     | 1996/97, 2006/07, 2008/09          |
| Munster            | 2       | 2            | 2005/06, 2007/08                                     | 1999/00, 2001/02                   |
| La Rochelle        | 2       | 1            | 2021/22, 2022/23                                     | 2020/21                            |
| Wasps              | 2       | 0            | 2003/04, 2006/07                                     |                                    |
| Brive              | 1       | 1            | 1996/97                                              | 1997/98                            |
| Northampton Saints | 1       | 1            | 1999/00                                              | 2010/11                            |
| Ulster             | 1       | 1            | 1998/99                                              | 2011/12                            |
| Bath               | 1       | 0            | 1997/98                                              |                                    |
| Exeter Chiefs      | 1       | 0            | 2019/20                                              |                                    |
| Clermont           | 0       | 3            |                                                      | 2012/13, 2014/15, 2016/17          |
| Racing 92          | 0       | 3            |                                                      | 2015/16, 2017/18, 2019/20          |
| Biarritz           | 0       | 2            |                                                      | 2005/06, 2009/10                   |
| Stade Français     | 0       | 2            |                                                      | 2000/01, 2004/05                   |
| Cardiff            | 0       | 1            |                                                      | 1995/96                            |
| Colomiers          | 0       | 1            |                                                      | 1998/99                            |
| Perpignan          | 0       | 1            |                                                      | 2002/03                            |

### Statistik - nationer
| Nation    | Vinster | Andraplatser |
| --------- | ------- | ------------ |
| Frankrike | 12      | 16           |
| England   | 10      | 5            |
| Irland    | 7       | 7            |
| Wales     | 0       | 1            |